# ایوان کوتلیارفسکی
ایوان پتروویچ کوتلیارفسکی (به اوکراینی: Іван Петрович Котляревський) (زادۀ ۹ سپتامبر [س.ق. ۲۹ اوت] ۱۷۶۹ میلادی در پولتاوا - درگذشتۀ ۱۰ نوامبر [س.ق. ۲۹ اکتبر] ۱۸۳۸ میلادی در پولتاوا، امپراتوری روسیه، اکنون اوکراین) نویسنده، شاعر، نمایشنامه‌نویس، و کنشگر اجتماعی اوکراینی بود. او به عنوان پیشگام ادبیات مدرن اوکراین شناخته می‌شود. کوتلیارفسکی کهنه سرباز جنگ روسیه و ترکیه بود.

## زندگینامه
کوتلیارفسکی در شهر پولتاوا اوکراین در خانوادۀ یک منشی پترو کوتلیارفسکی از خاندان اوگونچیک متولد شد. پس از تحصیل در حوزۀ علمیۀ پولتاوا (۱۷۸۹–۱۷۸۰ میلادی)، او به عنوان معلم برای اشراف در املاک روستایی کار کرد، جایی که با زندگی عامیانۀ اوکراینی و زبان محلی دهقانان آشنا شد. او بین سال‌های ۱۷۹۶ و ۱۸۰۸ میلادی در ارتش امپراتوری روسیه در هنگ سیورسکی کارابینر خدمت کرد. کوتلیارفسکی در جنگ روسیه و ترکیه (۱۸۱۲–۱۸۰۶) به عنوان افسر-کاپیتان (درجه‌ای نزدیک به ستوان یکم یا سروان کهتر) شرکت کرد که طی آن نیروهای روسی شهر ایزمائیل را محاصره کردند. در سال ۱۸۰۸ میلادی از ارتش بازنشسته شد. در سال ۱۸۱۰ میلادی او متولی مؤسسه‌ای برای آموزش فرزندان نجبای فقیر شد. در سال ۱۸۱۲ میلادی، در جریان تهاجم فرانسه به روسیۀ امپراتوری، او پنجمین هنگ کازاک اوکراینی را در شهر هوروشین (خورولسکی اویزد، فرمانداری پولتاوا) سازمان داد، به شرطی که پس از جنگ به عنوان یک آرایش نظامی دائمی باقی بماند. به همین دلیل درجۀ سرگردی گرفت.
او به اجرای نمایش‌های تئاتر در اقامتگاه فرماندار-کل پولتاوا کمک کرد و بین سال‌های ۱۸۱۲ تا ۱۸۲۱ میلادی مدیر هنری تئاتر آزاد پولتاوا بود. در سال ۱۸۱۸ میلادی به همراه واسیل لوکاشویچ، و. تارانوفسکی و دیگران عضو لُژ فراماسونری پولتاوا بودند. عشق به حقیقت (به اوکراینی: Любов до істини). کوتلیارفسکی در رهایی میخائیل شپکین از رعیت دهقانی مشارکت داشت. از سال ۱۸۲۷ تا ۱۸۳۵ میلادی او چندین آژانس بشردوستانه را مدیریت کرد.

## نخستین نویسندۀ مدرن اوکراینی

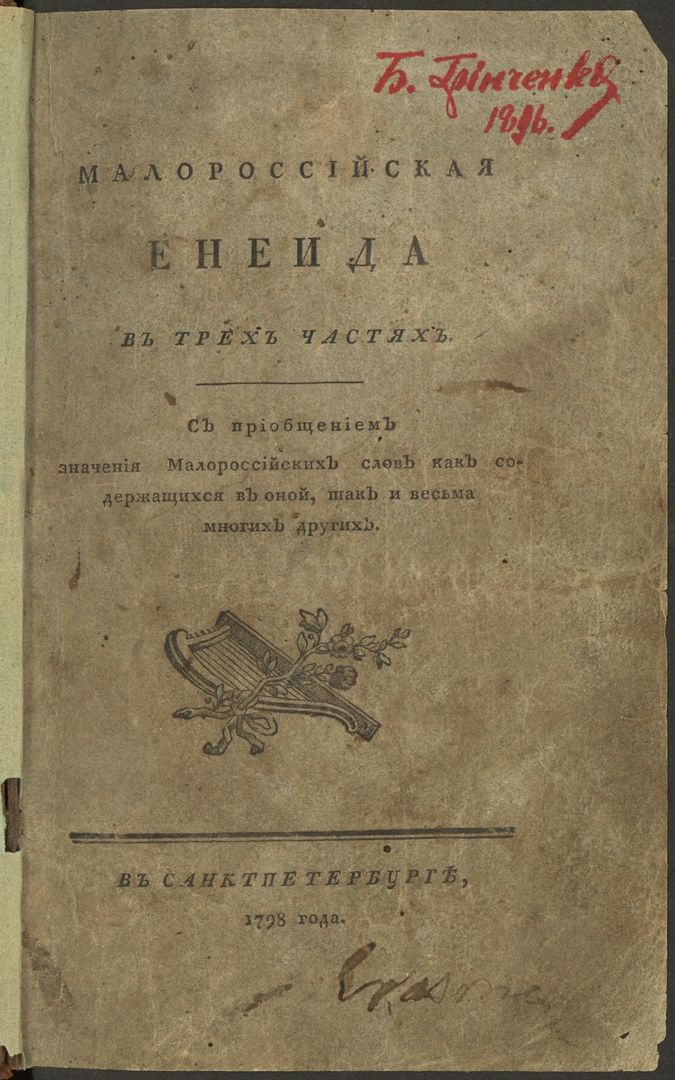
چاپ اول انه‌ایدا اثر: کوتلیارفسکی، ۱۷۹۸ میلادی

شعر حماسه-مضحک ایوان کوتلیارفسکی در سال ۱۷۹۸ میلادی به نام انه‌ایدا (به اوکراینی: Енеїда)، اولین اثر ادبی است که به‌ طور کامل به زبان اوکراینی مدرن منتشر شده‌ است. این اثر ترجمه‌ای آزاد از شعر قبلی انه‌ایدا به سخره گرفت (به روسی: Вирги́лиева Энеи́да, вы́вороченная наизна́нку) است که در سال ۱۷۹۱ میلادی توسط شاعر روسی نیکولای پتروویچ اوسیپوف منتشر شد، اما متن او کاملاً متفاوت است. در سال ۱۸۴۵ میلادی وینسنت راوینسکی نسخۀ بلاروسی «انه‌ایدا به سخره گرفت» را در مجلۀ روسی «مایاک» به چاپ رساند. اگرچه زبان اوکراینی برای میلیون‌ها نفر در اوکراین یک زبان روزمره بود، اما رسماً استفادۀ ادبی از آن در منطقۀ تحت کنترل روسیه امپراتوری منع شده بود. انه‌ایدا تقلیدی از انه‌اید اثر ویرژیل است که در آن کوتلیارفسکی قهرمانان تروآ را به کازاک‌های زاپوروژی تبدیل کرد. منتقدان بر این باورند که این اثر در پرتو انهدام زاپوریژیان هوست به دستور کاترین کبیر نوشته شده‌ است.

دو نمایشنامۀ او، نیز جزو آثار کلاسیک جاودان هستند، ناتالکا پولتاوکا (ناتالکا از پولتاوا) و موسکال-چاریونیک (جادوگر مسکویی)، انگیزه‌ای برای ایجاد اُپرای ناتالکا پولتاوکا و توسعه تئاتر ملی اوکراین شدند.
آنجا که عشق به وطن الهام بخش قهرمانی است، آنجا نیروی دشمن یارای ایستادگی ندارد، آنجا سینه‌ای مستحکم‌تر از توپ است.
(Любов к Отчизні де героїть, Там сила вража не устоїть, Там грудь сильніша од гармат.)

— ایوان کوتلیارفسکی

## میراث
- دانشگاه ملی هنر آی. پی. کوتلیارفسکی خارکیف در خارکیف اوکراین به نام او نامگذاری شده‌ است.
- بنای یادبود کوتلیارفسکی توسط فدیر لیزوهوب در پولتاوا ساخته شد.
- بلوارها و خیابان‌های متعددی در شهرهای اوکراین به نام این شاعر نامگذاری شده‌اند که بزرگترین آن‌ها در کی‌یف، پولتاوا، چرنیهیف، وینیتسیا، خملنیتسکیی، چرنیوتسی، پریلوکی، لوبنی و بردیچیف است.

## ترجمۀ انگلیسی
ترجمه‌های جزئی انه‌ایدا به سال ۱۹۳۳ میلادی بازمی‌گردد، زمانی که ترجمه چند بیت اول انه‌ایدای  کوتلیارفسکی توسط ولودیمیر سمنینا در روزنامۀ آمریکایی جوامع اوکراینی دور از وطن به نام هفته‌نامۀ اوکراینی در ۲۰ اکتبر ۱۹۳۳ میلادی منتشر شد. با این حال، اولین ترجمۀ کامل انگلیسی انه‌ایدا، مهمترین اثر ادبی کوتلیارفسکی تنها در سال ۲۰۰۶ میلادی توسط بوهدان ملنیک اوکراینی-کانادایی در کانادا منتشر شد، که بیشتر به خاطر ترجمۀ انگلیسی او از افسانۀ اوکراینی ایوان فرانکو، به نام میکیتا روباه (به اوکراینی: Лис Микита) مشهور است.
آینیاس جوانی سرزنده بود
به تمامی کازاک به عنوان جوانکی،
برای شیطنت او بیش مهربان بود
در حالی که بیش از هر چیز رشادت داشت.
اما زمانی که یونانیان احساس تلخی بسیار نمودند
و از تروآ پشته‌ای از زباله ساختند
کیسه ای برداشت و با شهوت -
به همراهی چند ترویانی نیک که او گرد خویش آورد
که در پس سرسختی پنهان و گردنشان به چرم شده بود -
او ابری از غبار را به تروی پیر نشان داد.
او به سرعت چند قایق از الوار ساخت،
سپس آن‌ها را در دریای آرام رها کرد
و آن‌ها را با عضلاتی آزموده پر کرد
به کفی برخوردند که چشم‌ها می‌توانستند ببینند.
اما یونو، دختر لعنتی، غرغر می‌کرد،
همچون مرغ برای آب غر می‌زد؛
- اینگونه بود که آینیاس فاقد لطفش بود -
مدتهای مدید بود که دعا می‌کرد:
او آرزو کرد که روح او از تعلل دست بردارد
برای سفر به آن مکان فرازمینی ناخوشایند
І хлопець хоть куди козак,
Удавсь на всеє зле проворний,
Завзятіший од всіх бурлак.
Но греки, як спаливши Трою,
Зробили з неї скирту гною,
Він, взявши торбу, тягу дав;
Забравши деяких троянців,
Осмалених, як гиря, ланців,
П'ятами з Трої накивав.
Він, швидко поробивши човни,
На синє море поспускав,
Троянців насажавши повні,
І куди очі почухрав.
Но зла Юнона, суча дочка,
Розкудкудакалась, як квочка, —
Енея не любила — страх;
Давно уже вона хотіла,
Його щоб душка полетіла
К чортам і щоб і дух не пах.

### فهرست ترجمه‌های انگلیسی
- ایوان کوتلیارفسکی، انه‌اید: [ترجمه به انگلیسی از اوکراینی توسط بوهدان ملنیک]. — کانادا، تورنتو: مطبوعات باسیلیان، ۲۰۰۴ میلادی — ۲۷۸ صفحه. شابک: ۹۷۸-۰۹۲۱-۵-۳۷۶۶-۳.[۱۱][۱۲][۱۳]